# Organo della chiesa dei Santi Cosma e Damiano a Stade

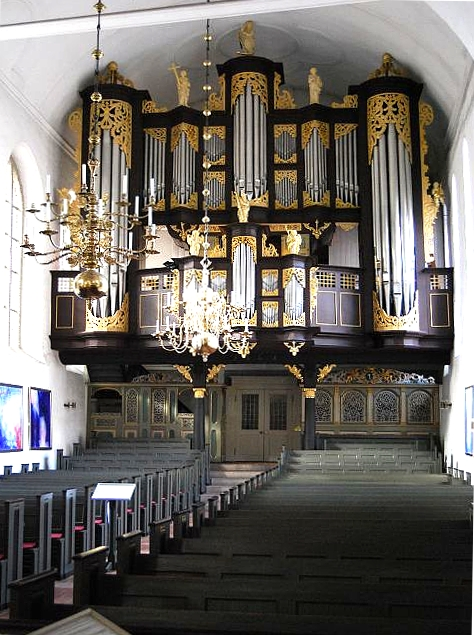
L'organo della chiesa dei Santi Cosma e Damiano a Stade.

Con organo della chiesa dei Santi Cosma e Damiano ci si riferisce a un organo monumentale costruito a Stade, in Germania. 

## Storia
Le prime notizie circa la presenza di un organo all'interno della chiesa dei Santi Cosma e Damiano risalgono al 1493.  Nel 1591 Hans Scherer il Vecchio venne incaricato di rinnovare lo strumento, e, nel 1606, Antonius Wilde lo ampliò notevolmente. Scherer intervenne nuovamente sull'organo nel 1635 insieme a un non meglio identificato organaro di Lubecca, forse Friedrich Stellwagen. Nel 1656 Hans Riegel di Ottendorf effettuò un restauro e aggiunse alcuni registri. L'organo, tuttavia, andò completamente distrutto da un incendio nel 1659.
Dopo la ricostruzione della chiesa venne commissionata a Berendt Huss, nel 1668, la realizzazione di un nuovo strumento. I lavori, ai quali partecipò anche il giovane Arp Schnitger, nipote di Huss, si conclusero nel 1675 e Vincent Lübeck fu nominato primo organista. L'organo mostra chiaramente la mano dei due costruttori: mentre l'hauptwerk è dotato di somiere a vento, rückpositiv, brustwerk e pedaliera hanno i somieri a tiro.
Nel 1688, su consiglio di Lübeck, Schnitger intervenne sullo strumento, aggiungendo all'hauptwerk una tromba da 16' e un cimbalo, e al brustwerk un cromorno da 8' e uno schalmei da 4'. Otto Dietrich Richborn, nel 1727, eseguì alcune riparazioni.
A partire dal 1782 Georg Wilhelm Wilhelmy si occupò della manutenzione dello strumento, successivamente curata da suo figlio Georg Wilhelm. Nel 1870 Johann Heinrich Röver rimosse il rückpositiv, posizionò i somieri e parte delle canne dietro l'organo e reintonò lo strumento secondo il temperamento equabile. Röver, inoltre, sostituì diversi registri. Nel 1917, durante la prima guerra mondiale, le canne della facciata furono confiscate per essere fuse a scopi bellici, venendo poi rimpiazzate nel 1919. 
Nel 1948 Paul Ott restaurò lo strumento e costruì un nuovo rückpositiv, ma il lavoro da lui condotto risultò insoddisfacente. Nel 1975 l'organaro Jürgen Ahrend restaurò filologicamente lo strumento, riportandolo alle sue condizioni originarie del 1688. Ahrend, inoltre, eseguì alcuni interventi anche nel 1993-1994.

## Caratteristiche tecniche
Attualmente l'organo è a trasmissione interamente meccanica, l'aria è prodotta da sei mantici a cuneo, la pressione del vento è di 82 mm in colonna d'acqua, il corista del La corrisponde a 493 Hz e il temperamento è il mesotonico modificato a 1/4 di comma sintonico. La disposizione fonica è la seguente:
| Primo manuale - Rückpositiv |        |     |
| Principal                   | 8'     | H/A |
| Rohrflöt                    | 8'     | H/A |
| Quintadena                  | 8'     | H   |
| Octav                       | 4'     | H   |
| Sesquialter                 | II     | A   |
| Waltflöt                    | 2'     | H   |
| Sieflöt                     | 1' 1/3 | A   |
| Scharff                     | V      | A   |
| Dulcian                     | 16'    | H   |
| Trechter Regal              | 8'     | H   |

| Secondo manuale - Oberwerk |     |     |
| Principal                  | 16' | A   |
| Quintadena                 | 16' | H   |
| Octav                      | 8'  | H   |
| Gedackt                    | 8'  | H   |
| Octav                      | 4'  | H   |
| Rohrflöt                   | 4'  | H   |
| Nassat                     | 3'  | H   |
| Octav                      | 2'  | H   |
| Mixtur                     | VI  | H/A |
| Cimbel                     | III | A   |
| Trommet                    | 16' | S   |
| Trommet                    | 8'  | H   |

| Terzo manuale - Brustwerk |        |     |
| Gedackt                   | 8'     | H   |
| Querflöt                  | 8'     | H   |
| Flöt                      | 4'     | H   |
| Octav                     | 2'     | H   |
| Tertia                    | 1' 3/5 | H   |
| Nassat-Quint              | 1' 1/2 | H/A |
| Sedetz                    | 1'     | H/A |
| Scharff                   | III    | H/A |
| Krumphorn                 | 8'     | S   |
| Schalmey                  | 4'     | S/A |

| Pedal     |      |     |
| Prinzipal | 16′  | H/A |
| Sub-Bass  | 16'  | H/A |
| Octav     | 8'   | H   |
| Octav     | 4'   | H   |
| Nachthorn | 1'   | H   |
| Mixtur    | V-VI | H   |
| Posaun    | 16'  | H   |
| Dulcian   | 16'  | A   |
| Trommet   | 8'   | H   |
| Cornet    | 2'   | A/H |

| Accessori    |
| Tremulant    |
| Glockenspiel |

H = Berendt Huss e Arp Schnitger (1668-1675).
S = Arp Schnitger (1688).
A = Jürgen Ahrend (1975).